# Naineris uncinata
Naineris uncinata är en ringmaskart som beskrevs av Hartman 1957. Naineris uncinata ingår i släktet Naineris och familjen Orbiniidae. Inga underarter finns listade i Catalogue of Life.